# Юхан Крістоффер фон Дюрінг
Юхан Крістоффер фон Дюрінг (швед. Johan Kristoffer von Düring; 22 липня 1695, Бремен — 5 січня 1759, Стокгольм) — шведський фельдмаршал і політичний діяч.

## Біографія
Батьком Дюрінга був полковник Йоганн Крістоффер Дюрінг, матір'ю — баронеса Анна Сабіна Гротхузен.
У ранньому віці вступив на військову службу. Був корнетом в одному з гольштинських драгунських полків, разом із яким пішов у Брабант, де в 1710 році брав участь у битві при Мальплаке. У тому ж році став капітаном у піхотному полку генерал-лейтенанта Банера.
У 1712 році вступив на шведську службу і через два роки був проведений в підполковники. У 1715 році брав участь у битві при Штрезові на Рюгені. За відвагу, проявлену при обороні Штральзунда, Дюрінгу 7 грудня 1715 року присвоєно звання полковника. Після капітуляції міста потрапив у полон до данців, які дозволили йому проживати в Гамбурзі. У 1717 році через Голландію дістався морем до Гетеборга, після чого король призначив його полковником одного з німецьких полків.
У 1718 році брав участь в облозі Фредрікстена, а в 1719 році — в обороні узбережжя Швеції від російського десанту. У цьому ж році удостоєний баронського титулу. У 1721 році став «другим полковником» Північносконського кавалерійського полку, який в 1727 році перейшов під його командування. У 1730 році Дюрінг стає генерал-майором, в 1740 році — генерал-лейтенантом, а ще три роки по тому — генералом від кавалерії.
Оскільки Дюрінг був прихильником реваншистської війни з Росією. У 1738 році партія «капелюхів» ввела його до Секретного комітету, однак при більш зрілому розгляді питання стосовно війни — він змінив свою думку щодо шансів Швеції у можливій війні і на Риксдазі 1740—1741 років виступив проти її початку. Після того як російсько-шведська війна прийняла для Швеції небажані результати, Дюрінгу було присвоєно генеральське звання. Одночасно йому запропонували очолити шведські війська в Фінляндії, однак він відмовився.
На Риксдазі 1742—1743 років, перебуваючи ще в складі Секретного комітету, він перейшов на бік партії «ковпаків». Він брав участь в їх нарадах і активно виступав за призначення шведським престолонаслідником данського кронпринца. Після закриття Риксдагу Дюрінг як посланник виїхав до Росії. Під час свого перебування там він зав'язав корисні зв'язки. На Риксдазі 1746—1747 років він активно за російські гроші діяв на користь повалення уряду «капелюхів».
У 1748 році Дюрінг був нагороджений орденом Серафимів, а в 1751 році проведений в фельдмаршали. У цьому ж році йому дарований титул графа. Із 1753 року виконував обов'язки губернатора Стокгольма.
Згодом Дюрінг примирився з «ковпаками», які на Риксдазі 1755—1756 років знову ввели його до складу Секретного комітету. У цей період він активно виступав проти прагнення короля посилити свою владу.

## Сім'я
Із 1720 року одружений на дочці графа Карла Бунде Катаріні Маргарете.

## Нагороди та титули
- Дворянство королівства Швеція (29 вересня 1719; в лицарський матрикул не внесений)
- Титул барона королівства Швеція (30 жовтня 1719; внесений в лицарський матрикул в 1720 році під № 171)
- Орден Меча командорський хрест (17 квітня 1748)
- Орден Серафимів (17 квітня 1748)
- Титул графа королівства Швеція (21 листопада 1751; в лицарський матрикул не внесений)